# نیکلاس وودسان
نیکلاس وودسان (انگلیسی: Nicholas Woodeson؛ زادهٔ ۳۰ نوامبر ۱۹۴۹) بازیگر اهل بریتانیا است.
از فیلم‌ها یا برنامه‌های تلویزیونی که وی در آن نقش داشته‌است، می‌توان به رخنه‌گر، پوآرو، آدمکشان میدسامر، بازرس فویل، وثیقه، تابو، شهر هالبی، اسکای‌فال، دروازه بهشت، جان کارتر، لطف حیرت‌آور، خانه روسی، آرزوهای بزرگ، بورجیا، پرونده پلیکان، هانا آرنت، آقای ترنر،  نژاد، دختر دانمارکی، انتقام‌جویان، وارونه، مرگ استالین، توطئه، فریب‌کاری، تیراندازی ماهی و نافرمانی اشاره کرد.